# Historia del Real Racing Club de Santander
En esta página se muestra la historia del Real Racing Club de Santander desde sus inicios en 1913 hasta la actualidad.

## Inicios

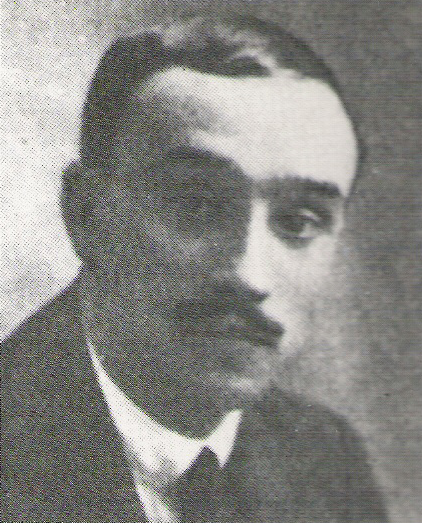
Ángel Sánchez Losada fue el primer presidente del club.

El 23 de febrero de 1913 es la fecha de su nacimiento oficial, esto es, de su primer encuentro. El fútbol era entonces un deporte practicado de forma rudimentaria y que concitaba a escasos espectadores. En esa presentación en sociedad, el Racing fue derrotado por el Strong de Santander por dos goles a uno. La formación de aquel encuentro fue la siguiente: Roncal, García, Iruretagoyena, Zubieta, Ricondo, Sierra, Venero, Zubizarreta, Sesma, Flórez Estrada y Mateo. El primer tanto en la historia del club lo marcó Mariano Zubizarreta. Después de este primer partido se jugó otro ante el Strong y uno ante el Nueva España, ante el que se perdió nuevamente por 1 a 0. El 14 de junio se dio estado legal a la entidad, se constituyó la sociedad "Santander Racing Club" y los socios fundadores fueron Mateo Zubizarreta, Mateo Pérez, José Roncal, Joaquín Sánchez Losada, Carlos Iruretagoyena, Francisco Cutiérrez Cossío, Álvaro Flórez Estrada, Jesús de la Sierra Puig y Ángel Sánchez Losada, que fue nombrado primer presidente. El domicilio de la sociedad fue el número cinco de la calle Isabel la Católica.
El primer torneo en el que participa el club es en la Copa Luis Redonet junto al Nueva España, al Strong y al Sporting. El Racing perdió 9 a 0 ante el Nueva España y fue eliminado. El 17 de agosto de 1913 disputa en los Campos de Sport un partido ante la Gimnástica de Torrelavega que pierde por 5 a 0. El 12 de julio de 1914 se disputó el partido que enfrentaba al Racing y a la Gimnástica de una nueva edición de la Copa Luis Redonet. El Racing venció por dos goles a cero y en la otra semifinal el Nueva España venció al Strong por seis a cero. En la final el Nueva España no se presentó por lo que el Racing se adjudicaba el primer torneo de su historia. El 14 de noviembre el Racing es admitido en la Federación Norte, en la que ya estaba inscrito el Santander FC. Antes de disputar enfrentamientos con equipos vizcaínos y disputar la final provincial ante el Santander FC, el Racing se enfrenta a equipos no federados locales para lo cual adopta el nombre de "Koban".
Después de varios resultados favorables se disputa la final provincial que da acceso a jugar contra el campeón de la serie B de Vizcaya. El Santander gana por dos goles a cero, pero el Racing reclama el partido, que se da por nulo. La federación estipula una revancha pero el Santander FC se niega a participar, con lo cual el Racing se proclama Campeón provincial por segunda ocasión consecutiva. El 20 de junio el Racing jugó su primer partido contra un equipo forastero, el Unión Fortuna de Deusto, al que vence en los Campos de Sport del Sardinero por dos goles a cero. Después de adjudicarse el Campeonato Provincial el Racing se enfrenta al campeón de la serie B de Vizcaya que fue el Portugalete. En el Estadio San Mamés el 27 de junio de 1914 vence el Portugalete 4-0 y en la vuelta en los Campos de Sport del Sardinero gana otra vez por 0-2.
En el mes de noviembre de 1915 desaparece el Real Santander, equipo rival del Racing durante los últimos años. El 3 de diciembre, bajo la presidencia de Ángel Sánchez Losada se celebra una junta ordinaria en la que se decide incluir como socios-jugadores a G. de la Torre, Oria, Tomás y José Agüero, Nogués, Signey, Luis Álvarez, Salinas y Vizcaíno, todos antiguos miembros del Real Santander. El 7 de enero de 1916, tras una junta general se acuerda nombrar una comisión para gestionar el arriendo de los Campos de Sport. A partir del 1 de febrero, los campos pertenecen al Racing. Al no existir por aquel entonces la Liga futbolística actual, el equipo cántabro disputó torneos interregionales, de cuya clasificación dependía la participación en la Copa del Rey, se enfrentó al Athletic y al Arenas y en ambas ocasiones perdió. En Vizcaya se proclamó campeón de 2.ª categoría el Deusto y como el año anterior compitió con el campeón Provincial cántabro para adjudicarse el campeonato de 2.ª Categoría de la Federación Norte. El Racing se enfrentó al Deusto al ganar por tercera vez el provincial, aunque en esta ocasión no hubo rivales. Perdió el Racing en Santander por 1-2 y en el partido de vuelta por 3-0.
El 17 de septiembre de 1916, comienza la temporada con la visita del Athletic Club al Sardinero, que en estos amistosos se hace llamar "Bambino Club de Bilbao". El Athletic poseía al jugador más famoso de España en esos momentos, Pichichi, que marcó el gol del Athletic en el empate a uno final. Antes de terminar el año pierden ante el Real Unión de Irún (5-0) y ante el Arenas de Guecho (7-0) y se inaugura el nuevo club social de la calle Colón, n.º 4. El día 25 de febrero de 1917 se celebró una nueva edición del Campeonato Provincial, en esta ocasión sólo se presentó el "Club Deportivo" ante el Racing, que ganó por 6-0. Este año el Racing se enfrentó al New Club de Bilbao por el título de la 2.ª categoría de la Federación Norte. Ganó el New Club en Bilbao y el Racing en Santander por lo que se disputó un tercer partido en Santander, que ganó el New Club por 1-0. El partido se reclamó por una firma falsa del portero y se dio por vencedor final al Racing. Como ganador de Santander-Vizcaya, el Racing se enfrentó al campeón de Guipúzcoa-Navarra, el Izarra de Éibar que finalmente ganó el encuentro celebrado en San Mamés por 3-2.
En octubre de 1917, la Federación Nacional de Fútbol decide que los clubes de Santander pertenezcan a la liga de la Federación Norte por lo que el Racing se enfrenta en la categoría 1.ªB al Portugalete, Deusto, Irrintzi, Erandio, Fortuna y Ariñ. Después de varios problemas en los clubes vascos aduciendo problemas económicos, el Racing hace un esfuerzo económico para poder participar en la liga, comprometiéndose a dar trescientas pesetas por partido a los equipos vizcaínos. Finalmente ganó el Deusto y segundo el Racing, empatado con el Erandio. En la categoría 1.ªA hubo un disturbios en un partido entre el Athletic y la Real Sociedad, lo que provocó la escisión de la Federación Guipuzcoana del resto y el ascenso del Racing a la 1.ªA junto con el Erandio y el Deusto. La liga finalmente la ganó el Arenas que fue también campeón de España y segundo el Racing por delante del Athletic de Bilbao.
En 1919 hubo un problema con la sociedad propietaria de los Campos de Sport aunque finalmente se resolvió a favor del Racing. Ese año vuelve a disputar el Campeonato del Norte terminando éste en segundo lugar después del Arenas. Aquel año se disputaron numerosos partidos amistosos, entre ellos uno que dio mucho que hablar ya que el Racing se presentó en Gijón a jugar con diez futbolistas y uno de ellos, Tomás Agüero no quiso ni correr lo que provocó serios conflictos en la directiva que finalizaron con la dimisión ésta presidida por Benigno Díaz Salceda. Terminada la Primera Guerra Mundial los equipos extranjeros comenzaron a realizar largas giras lo que provocó el primer partido del Racing ante un equipo de fuera de España, sería el francés "La Vie au Grand Air". Durante el Campeonato del Norte, Luis Álvarez, Tomás Agüero y Fidel Ortiz fueron convocados para formar parte de la Selección Norte que se enfrentó a la catalana.
En 1920, el Racing fue sancionado con el cierre de los Campos de Sport por una invasión del campo de los espectadores en el partido ante el Athletic Club. Después exigió medios para compensar los gastos ante el partido contra el Erandio y volvió a ser sancionado, finalmente pidió que no se disputases en Vizcaya otros partidos a la misma hora que el suyo para no salir perjudicados económicamente pero no se cumplió y el Racing dejó de jugar en Vizcaya por lo que se votó para que fuese expulsado aunque finalmente se quedó por 4 votos a 3. En esta temporada finalizó en última posición y tuvo que disputar ante el Baracaldo la promoción, que ganó por 2-3 y 4-0. Su entrenador era el inglés Fred Pentland, ex internacional y seleccionador de Francia durante los Juegos Olímpicos.

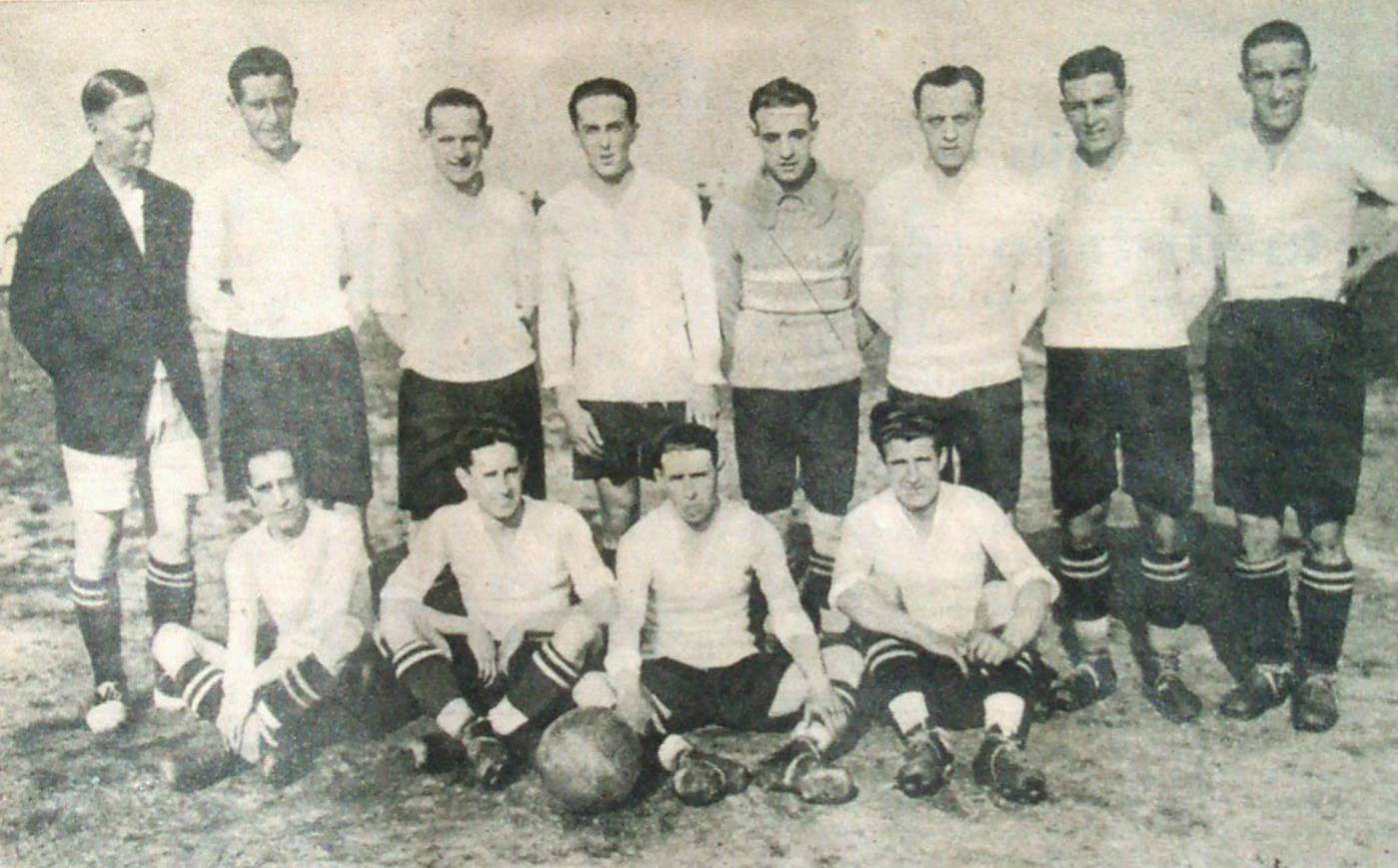
Equipo del Racing que fue subcampeón del Norte en 1922. El técnico, Mr. Pentland, aparece de pie, a la izquierda.

La temporada 1921/22 el Racing era líder imbatido del Campeonato del Norte A a falta de dos jornadas, pero cayó derrotado ante el Athletic en San Mamés por 5-1 y en la última jornada ante el colíder, el Arenas que ganó al Racing por 2-1, adjudicándose así la liga. El equipo del Racing ese año fue: Álvarez, Santiuste, Fernández, Montoya, Otero, Lavín, Pagaza, Ortiz, Díez, Madrazo y Barbosa.
El 16 de julio de 1922, se hace efectivo el cambio de nombre de la Federación Regional del Norte por el de Federación Vizcaína ya que sólo seis de los 48 equipos eran cántabros. Ya en la Federación cántabra perdió a su entrenador, Mr. Pentland, que se fue al Athletic de Bilbao. El equipo sufrió varios cambios debido a retiradas y servicios militares pero el más doloroso fue el fichaje de Pagaza por la Gimnástica, que provocó una gran rivalidad entre ambos. En el mes de abril se disputó el Campeonato Regional entre el Racing, la Gimnástica de Torrelavega y la Unión Montañesa, que ganó claramente el Racing. En el mes de noviembre el club recibió de manos del rey Alfonso XIII el título de Real. En 1923, el Campeonato Regional se celebró otra vez entre los mismos tres equipos, pero en esta ocasión el Racing sólo pudo ganar por diferencia de goles al Unión Montañesa. En 1924, se disputa la Copa Palestra que otorgaba esta revista al ganador del partido entre Racing y Gimnástica. Ganó el Racing por 2-0 pero un pleito entre los dos equipos y la Federación Cántabra casi hace desaparecer a ambos ya que tenían prohibido jugar cualquier partido. Finalmente pagaron a la Federación las multas pertinentes y se jugó el Campeonato Regional entre siete equipos. Ganó el Racing que sólo perdió el partido que disputó en los Campos de Sport ante la Gimnástica y después disputó el Campeonato de España ante el Arenas y la Real Sociedad.
En la temporada 1925/26, el Racing volvió a disputar el Campeonato Regional ante otros seis equipos (aunque no se disputaron todos los partidos puesto que el Racing de Reinosa se retiró) y volvió a ganar. En el torneo de clasificación que daba acceso a los cuartos de final de la Copa del Rey, el Racing se enfrentó al Real Unión de Irún y al Athletic de Bilbao. Ante los primeros perdieron en Irún por 2-1 y en la vuelta el Racing remontó un 0-2 para terminar con un 4-3 favorable gracias a los tres goles de Oscar. La alineación fue esta: Raba, Santiuste, Naveda, Rufino, Antón, Ortiz, Pagaza, Sierra, Oscar, Ateca y Amós. Finalmente ganó el Real Unión la clasificatoria y accedió a los cuartos de final de la Copa. En la siguiente temporada comienza el profesionalismo, los equipos comienzan a comunicar a la Nacional los jugadores aficionados y los profesionales. En el Campeonato Regional volvió a ganar con diferencia, ganó todos los partidos y en dos ocasiones marcó diez goles (el promedio fue de más de seis por partido). En el Campeonato de España se enfrentó al Deportivo de la Coruña, al Sporting de Gijón y al Unión de Valladolid terminando finalmente en tercer lugar. También participó en la Liga Maximalista, aunque el torneo no se llegó a completar.

## La Liga

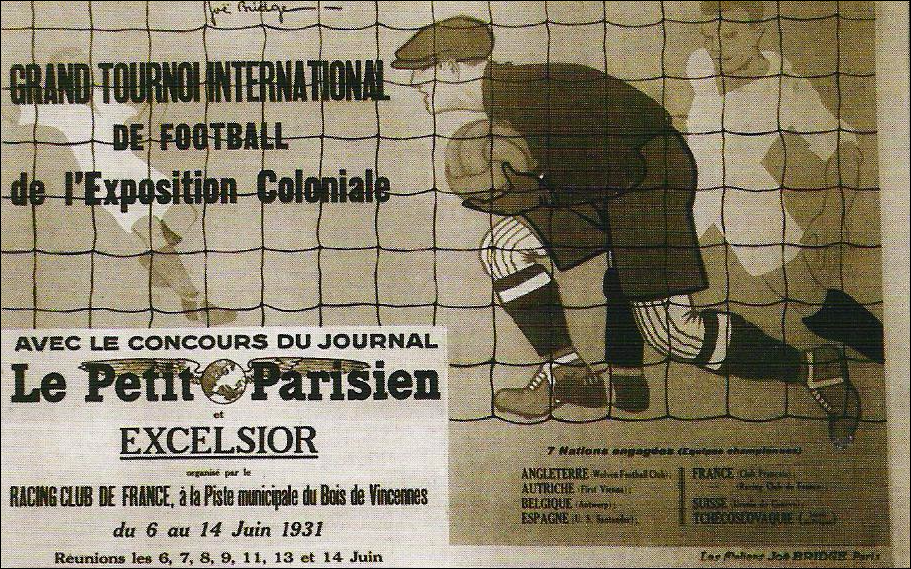
Cartel del Torneo Internacional de París (1931).

En la temporada 1927/28 se creó la Liga Profesional de Clubs de Foot-ball, el Racing participó en la primera liga profesional, de ámbito estatal y amparada por los estatutos de la RFEF obteniendo el primer puesto al finalizar la temporada. En la temporada siguiente 1928/29 se inició la competición de liga. Tras un complicado proceso eliminatorio instituido para cubrir el décimo puesto de cuantos integrarían la Primera División, el Racing, con jugadores como Raba, Santiuste, Gacituaga, Hernández, Baragaño, Larrinoa, Santi, Loredo, Óscar, Larrinaga, Zubieta y Amós fue venciendo sucesivamente al Valencia, Betis y Sevilla, y se hizo con esa plaza. El club formó parte del primer partido que terminó sin goles en la liga, contra el Athletic Club.
En las Ligas durante el periodo de la Segunda República, las clasificaciones de los santanderinos fueron variadas. En la campaña de 1930/31 obtuvo el subcampeonato de Liga, empatado a 22 puntos con el campeón, el Athletic Club, y el tercero, la Real Sociedad. Es ésta la cota más alta conseguida por el club en toda su historia, entrenado por el inglés Robert Firth y presidido por Fernando Pombo.
Tal éxito se vio refrendado con la participación notable en el Torneo Internacional de París, a cuya semifinal llegó, siendo vencido en ella (2-1) por el Slavia de Praga. En aquellos años 30, y bajo la presidencia del ilustre académico José María de Cossío, tuvo puestos variados, desde una tercera plaza (1933/34) hasta clasificaciones bajas de la tabla. En la temporada 1935/36 fue el primer club de la liga española en derrotar al Barcelona y Madrid en los cuatro partidos disputados en liga en una misma temporada: el 8 de diciembre venció 4-0 al Barcelona en los Campos de Sport, el 15 de diciembre venció en Madrid 2-4, el 8 de marzo de 1936 venció en Barcelona 2-3 y el 15 de marzo derrotó 4-3 al Madrid en El Sardinero. El único jugador que marcó en todos los partidos (un gol en cada partido, y dos en Madrid) fue Milucho.

## Descensos y etapa gris del club
La guerra civil española desmanteló al Racing. Jugadores de tanta valía como los internacionales García y Larrinaga estaban exiliados. Fallecieron en la contienda Cisco y Milucho. Germán Gómez Gómez marchó al Atlético de Madrid, y hubo que improvisar un elenco con muchos veteranos ya retirados, como Hernández, Óscar y Telete, así como bastantes noveles procedentes principalmente del Rayo Cantabria y del Tolosa.
La temporada con la que se reanudó la Liga (1939/40) acabó con descenso a Segunda División. La caída, aunque esporádica, a Tercera División en 1943, se volvió a repetir en 1947, 1968 y 1969. Fueron los peores años para el Racing, con una excepción: la de la temporada 1949/50, cuando, militando en Segunda División, bajo la presidencia de Manuel San Martín Nava, el equipo, entrenado por el argentino Lino Taioli, se convirtió en un equipo notable del país por su destacable forma de jugar. En este equipo estaba el irunés Rafael Alsúa.
El Racing ascendió a Primera División, logrando noventa y nueve goles en treinta partidos. El equipo en esta temporada estaba compuesto por: Ortega, Lorín, Amorebieta, Ruiz, Herrero, Matheiessen, Nemes, Joseíto, Mariano, Alsúa y Echeveste. También participaron Felipe, Elizondo, Bárcena y Herrera en esta exitosa temporada de Liga, de la que la prensa española se hizo eco.
Tras este ascenso, el Racing permaneció en Primera División durante cinco temporadas consecutivas, hasta que descendió en la campaña 1954/55. A partir de ahí se inició una nueva etapa de escasos logros, con esporádica presencia (temporadas 1960/61 y 1961/62) en la máxima categoría del fútbol español, para permanecer once años en Segunda, y el comentado paso por Tercera.

## Regularidad en Primera División
En la campaña 1972/73, después de que en la anterior el Racing estuviera a punto de descender de nuevo a Tercera, el presidente Valentín Valle contrata a un joven entrenador vasco, afamado internacional de fútbol, y que preparaba al Sestao después de haber permanecido un año dirigiendo al Miravalles, el equipo de su pueblo. El entrenador se llama José María Maguregui. Con un cuadro de jugadores desconocidos, el Racing consigue el retorno a Primera División e inicia desde ese momento otra época notable.
El conjunto permaneció imbatido durante varias jornadas y, aunque no llegó a la brillantez del de la temporada 1949, consiguió notoriedad en España y en Europa por la singular apuesta que hicieron sus integrantes: dejarse el bigote hasta que se produjera la primera derrota. Todos los rivales del Racing se emplearon a tope para conseguir hacerles perder su condición de invictos y, eventualmente, despojarles de su apéndice capilar.
El equipo formado por Santamaría, De la Fuente, Chinchón, Espíldora, García, Sistiaga, Martín, Barba, Aitor Aguirre, Pedro Amado y Arrieta como equipo titular, con Santi y Sebas figurando con cierta asiduidad, ascendió de categoría, aunque cayeron en Madrid ante el Rayo Vallecano, cumpliendo todos, incluido el entrenador, la promesa y dejando de ser, por tanto, "el equipo de los bigotes".
Con un breve paso por Segunda en 1974/75, el Racing consiguió mantenerse cuatro años consecutivos en la máxima categoría, con elencos notables y presencia de jugadores internacionales de otros países, como los portugueses Damas y Quinito, que son los que mayor huella han dejado.
En los años 80 el factor económico impide fichajes destacados, pero, aún con estos condicionantes, el conjunto santanderino realizó más que estimables campañas, con una estancia bastante continuada en la división de los grandes. Es en esta década cuando se hace especial hincapié en fomentar la política de cantera, esto es, forjar jugadores del ámbito regional y hacerles partícipes de la plantilla del equipo. Durante estos años el 80 % de la plantilla estaba compuesta por jugadores cántabros.

## Consolidación en la categoría reina

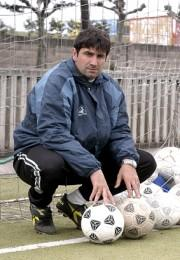
José María Ceballos fue el portero por excelencia del Racing de Santander. Ceballos estuvo catorce temporadas consecutivas en el club cántabro, desde 1989 hasta 2003. El Gobierno de Cantabria le condecoró en octubre de 2007 con la Medalla de Oro al Mérito Deportivo.

Tras otro paso por Segunda División y una campaña en Segunda B, regresó a la máxima categoría en la temporada 1992/93 de la mano de Paquito y en una promoción contra el RCD Español, con gol de Michel Pineda. Jugadores veteranos como Quique Setién o Tuto Sañudo regresaron al equipo de su tierra para lograr el objetivo. Se fichó al férreo defensa Jesús Merino y dio el salto una promesa, Chili. Jugadores como José María Ceballos, Mutiu Adepoju, Edu García, Solaeta, Sabou, Andréi Zygmantóvich o Benito fueron también artífices del tan codiciado ascenso.
La temporada 1993/94 de la mano de Javier Irureta con un esquema muy definido 5-3-2 y tres jugadores ex-soviéticos fundamentales, el bielorruso Andrei Zygmantovich, defensa, y los rusos Dmitri Popov, medio, y Dmitri Rádchenko delantero y auténtica estrella del conjunto, el Racing logra una muy meritoria octava posición en la clasificación final. Fue una de las épocas más memorables de la historia reciente del Racing. El club contó con una excelente plantilla, combinando la excelente calidad de jugadores extranjeros como Dmitri Popov o Dmitri Radchenko, y la brillantez de jugadores locales como José María Ceballos y Quique Setién, contando además con la espléndida participación de recién llegados de la cantera como Ángel de Juana "Geli".
Entre 1994 y 1998 Vicente Miera, Marcos Alonso y Nando Yosu consiguen mantener al Racing entre los grandes del fútbol español. Destacan jugadores como David Villabona, Luis Fernández, Fernando Correa y José Félix Guerrero. En la temporada 1996/97 entre las jornadas 6.ª y 14.ª el equipo no conoció la derrota, récord del club en primera división.
La temporada 1999/00 se considera histórica por varios motivos. En primer lugar el delantero español del club Salvador Ballesta se hace con el trofeo Pichichi al máximo goleador de la Liga (con 27 goles). Éste fue el primer jugador racinguista en la historia que consigue dicho trofeo. El propio Ballesta y el jugador cántabro Pedro Munitis visten la camiseta de la Selección de fútbol de España, el cántabro incluso consigue entrar en la lista de la Eurocopa 2000. La victoria contra el Real Madrid en el Santiago Bernabéu por 2 goles a 4, pasaría a la historia. El equipo fue el tercer mejor club de la Liga a domicilio con un juego ofensivo y vertical. Sin embargo, en casa, las cosas no funcionaban y el equipo acabó en la mitad baja de la tabla de clasificación.
En la temporada 2000/01 se ficha a Andoni Goikoetxea como entrenador. El año fue nefasto tanto en juego como en resultados. Goikoetxea fue destituido para traer a Gregorio Manzano, el cual tampoco acabó la temporada. Gustavo Benítez regresó al Racing en el tramo final de Liga con una gran expectación y dispuesto a ser el salvador del equipo. No lo consiguió y el equipo descendió a Segunda División con jugadores como Ceballos, Manjarín, Amavisca, Olof Mellberg o Rushfeldt. El argentino Claudio Arzeno asumió los galones de capitán y salió a hombros del estadio en la última jornada de Liga mientras que el resto fueron abucheados.
En la temporada 2001/02 el Racing de Santander asciende a la división de honor con Quique Setién en el banquillo, previamente sustituido Gustavo Benítez cuando el equipo estaba al borde del descenso a la Segunda División B. Destacaron jugadores como Bodipo, Javier Guerrero, Moratón, Mateo, Txiki o Sietes.
En la temporada 2002/03 el Racing convive en la zona media-baja de la clasificación, pasando apuros en la recta final, pero finalmente salva la categoría en la decimosexta posición. El polémico empresario Dmitry Piterman aterriza en Santander para salvar el club de la quiebra. Asumió las labores de entrenador junto a Chuchi Cos. El tándem Quique Setién-Manuel Preciado tuvo que emigrar cuando estaban haciendo una temporada más o menos digna. La cesión de Pedro Munitis del Real Madrid trajo de nuevo la ilusión al Sardinero.
La temporada 2003/04 el Racing no pasa demasiados apuros y finalmente repite la decimosexta posición. Destacan dos jugadores israelitas, Yossi Benayoun y Dudu Aouate. Javier Guerrero fue el máximo goleador del equipo con 11 goles.
El inicio de la temporada 2004/05 es nefasto para el Racing. Pasa serios apuros toda la temporada pero finalmente se salva otra vez en la decimosexta posición. Destacan los jugadores Benayoun, Javier Guerrero y Mario Regueiro.
La temporada 2005/06 vuelve a presentarse dura pero se salva en la penúltima jornada con 40 puntos, esta vez acaba en la decimoséptima posición. El entrenador Manuel Preciado dimitió a 4 jornadas del final de Liga. Nando Yosu salva al Racing por quinta vez en su historia y se consagra como un mito en Cantabria. Fichajes como Dalmat, Marqués o Lee fueron un fracaso rotundo. Antoñito, Vitolo, Moratón, Matabuena y Juanjo, jovencísimo delantero cántabro autor de un importantísimo gol en Málaga, fueron los jugadores más destacados. En esta temporada los jugadores de la cantera fueron claves, una vez más, en los momentos más difíciles para mantener al Racing en la Primera División.
La temporada 2006/07 de la mano del entrenador Miguel Ángel Portugal se inicia con muy mal pie. El club sólo consigue dos puntos en cinco partidos, pero supo reaccionar a tiempo y escaló para acabar décimo, siendo ésta una de sus mejores clasificaciones en la última década. El gigante Nikola Žigić de 2,02 metros de altura, procedente del Estrella Roja se convirtió en el ídolo de la afición con sus 12 goles en la competición. Durante esta temporada volvieron viejos ídolos de la región como Gonzalo Colsa o Luis Fernández, además de Pedro Munitis. Ezequiel Garay, defensa argentino de tan sólo 20 años, se convirtió en el defensa más goleador de Europa con 10 goles y una pieza básica en la defensa racinguista.

## En la actualidad

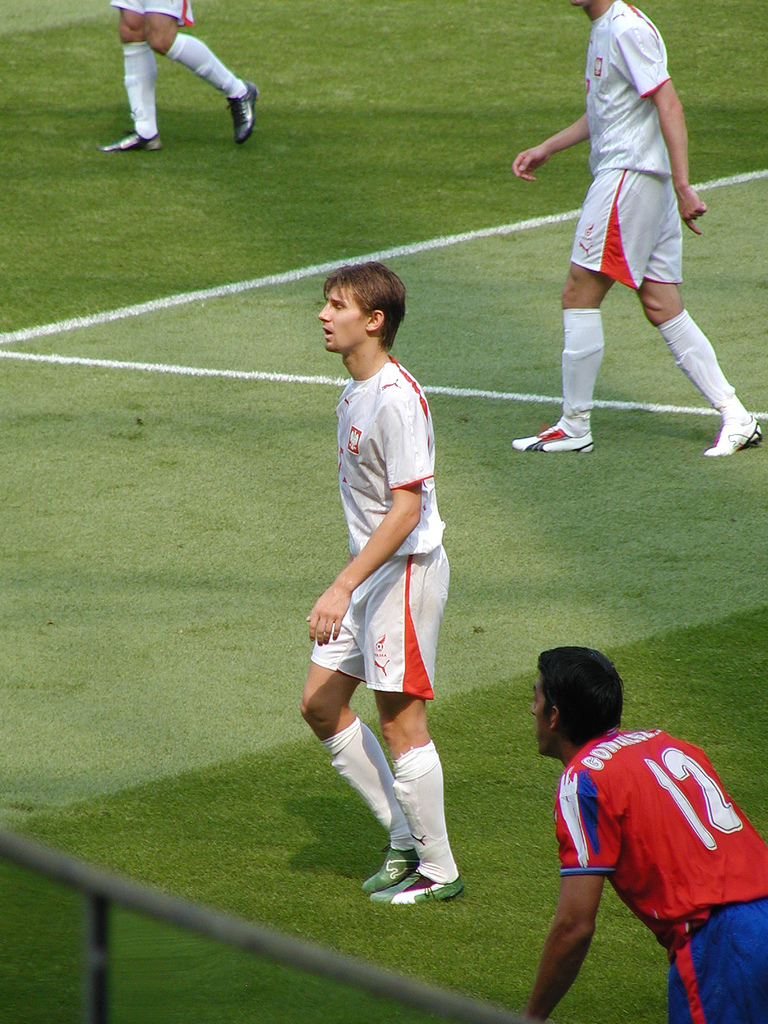
Ebi Smolarek fichó por el Racing de Santander a mediados del 2007.

La temporada 2007/08 se presentaba inicialmente como una temporada más, siendo el objetivo principal del club el habitual en los últimos años, luchar por la permanencia en la Primera División. Sin embargo, el fichaje del entrenador Marcelino García Toral fue decisivo para que el club protagonizara una de las mejores temporadas de su historia.
El Racing consiguió excelentes resultados durante toda la temporada, pero especialmente durante la primera vuelta, terminando en puestos de UEFA a cuatro puntos de su inmediato perseguidor, el Sevilla.
La segunda vuelta no se podía presentar mejor, y el Racing no decepcionó con sus resultados. Su portero titular Antonio Rodríguez Martínez "Toño" luchó por el trofeo Zamora, pero quedó finalmente en segunda posición, siendo otorgado el galardón al guardameta del Real Madrid Iker Casillas. En la Copa del Rey el Racing consiguió eliminar en octavos al Real Zaragoza (1-1 y 4-2) y en cuartos de final al Athletic Club (2-0) y (3-3). El club alcanzó así por primera vez en su historia las semifinales de la Copa del Rey. El Getafe fue su rival y verdugo en dicha ocasión, imponiéndose el club madrileño por 3 goles a 1 en la ida, y quedando empate a 1 en la vuelta. El partido de vuelta no quedó exento de polémica, siendo el gol del Getafe motivo de fuerte discusión y que causó revuelo al final del encuentro entre las filas de la plantilla del Racing y el jugador del Getafe Javier Casquero, autor del gol y exjugador del Racing de Santander.
Durante toda la temporada la afición estuvo muy volcada con el equipo. El club llegó a alcanzar la cifra récord de 19.000 socios. Además durante la temporada hubo prácticamente 10 encuentros en los que los Campos de Sport del Sardinero completaron su aforo. El gran seguimiento por parte de los aficionados y el entusiasmo generado por los buenos resultados propiciaron que los campos del Sardinero mostraran su máximo esplendor en los partidos decisivos. El entusiasmo de la afición fue acorde al apoyo que recibió el equipo por parte del panorama político, tanto del alcalde de Santander, Íñigo de la Serna, como del Presidente de Cantabria, Miguel Ángel Revilla.

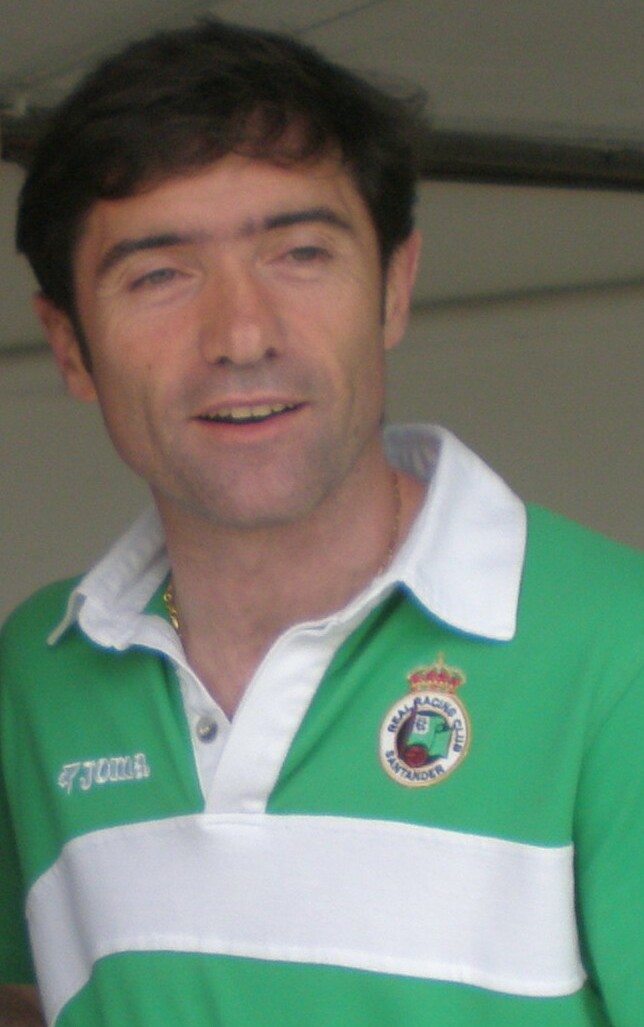
Marcelino García Toral fue el entrenador del Racing de Santander durante la temporada 2007-2008.

Finalmente la espléndida temporada del Racing quedó refrendada en la última jornada, ganando al Osasuna (1-0) y confirmando de esta manera su clasificación para la Copa de la UEFA, competición en la que podrá participar en la próxima temporada por primera vez en toda su historia. El Racing acaba finalmente en la sexta posición con 60 puntos, 17 victorias, 9 empates y 12 derrotas. Solo un punto le separó del Mallorca que quedó séptimo, lo suficiente para poder viajar por Europa, pues en el caso de empate a puntos el Racing tenía perdido el golaverage con los baleares. El Racing se quedó a cuatro puntos del Sevilla (quinto) y del Atlético de Madrid (cuarto, puestos de Liga de Campeones).
Durante los días siguientes a la clasificación para la Copa de la UEFA el equipo fue homenajeado en el Ayuntamiento de Santander y en la Sala Pereda del Palacio de Festivales de Cantabria. También se hizo oficial la venta de uno de los mejores jugadores del Racing esta temporada, Ezequiel Garay, por 10 millones de euros al Real Madrid. Sin embargo el presidente del Real Madrid, Ramón Calderón, afirmó que Garay jugará cedido una temporada más en el club cántabro.
El 21 de mayo el entrenador Marcelino García Toral confirmó en una rueda de prensa junto con Francisco Pernía, presidente del club, que no seguirá al frente del equipo la próxima temporada. El técnico asturiano mantuvo así la decisión tomada dos meses atrás, aunque admitió que en los últimos días, él y su cuerpo técnico habían considerado el cambiar la decisión y seguir en la entidad verdiblanca. Finalmente, Marcelino García fue contratado por el Real Zaragoza, para dirigir a este club en su periplo por la Segunda División en la temporada 2008/09. Marcelino firmó entrenar al equipo maño durante las próximas tres temporadas a razón de 1,3 millones de euros por campaña, con el objetivo claro de ascender al Zaragoza a la primera categoría.
En la temporada 2008/09 el Racing utilizará en Europa, como segundo uniforme, camiseta de color rojo y blanco. El equipaje contará con varios detalles. Se da la circunstancia, de que el rojo y el blanco son los colores tanto de la bandera regional como del equipaje que lució el Racing durante los dos primeros años de su historia, 1913 y 1914. Los nombres de los 102 municipios de Cantabria van a aparecer, difuminados, en la parte posterior de la equipación. La silueta de Cantabria será uno de los aspectos más llamativos de la parte posterior de esta camiseta. Por norma, los equipos en la UEFA no pueden lucir publicidad nada más que en pecho, nunca en la espalda, por lo que el mapa de la región resultará muy vistoso junto al dorsal. El cuello, tipo polo, lucirá bien visible los colores de la bandera española. El Sevilla FC y el Atlético de Madrid también han utilizado la bandera nacional en su equipación europea. La primera equipación utilizará los colores tradicionales verde y blanco en la camiseta y las medias, y negro en el pantalón, con una estela de Cantabria y la bandera de España en el cuello.

## Copa de la UEFA e historia reciente
El 29 de agosto se confirma en el sorteo de la Copa de la UEFA celebrado en Mónaco quién es el primer rival en esta competición de la historia del club, y toca el equipo finlandés del FC Honka Espoo, jugando el partido de ida en el Sardinero y la vuelta en el Finnair Stadium de Helsinki. En el partido de ida el conjunto cántabro ganó 1-0 y en el de vuelta 0-1, por lo tanto los cántabros se clasifican para la liguilla de la UEFA. El Racing se enfrentó en esta liguilla al Twente en Enschede (1-0 para los holandeses), al Schalke 04 (1-1, en casa), Paris Saint-Germain (2-2 en París) y finalmente al Manchester City (3-1, en los Campos de Sport) Llegaba a la última jornada necesitando sacar un mejor resultado que el PSG, pero pese a la victoria racinguista sobre el Manchester City, dos tardíos goles de los franceses en París (4-0 al Twente) dejaban a los cántabros fuera de la UEFA. Al final de dicha temporada el Racing termina en Liga en un respetable 12.º puesto. Juan Ramón López Muñiz es destituido al concluir dicha temporada y vuelve a su anterior club, el Málaga Club de Fútbol.
Para la temporada 2009/10, se confirma la contratación de Juan Carlos Mandiá tras su excelente temporada en el Hércules logrando un meritorio 4.º puesto en la Liga Adelante. Pese a la gran expectación, y gran número de fichajes (Manuel Arana, Pape Diop, Álex Geijo, José Ángel Crespo, Marc Torrejón, Nasief Morris, Henrique, Xisco Jiménez, László Sepsi y el ex internacional Luis García entre otros), en las primeras jornadas de la Liga es destituido tras una serie de malos resultados. El entrenador elegido para sacar adelante al equipo es Miguel Ángel Portugal, con el que el Racing ya consiguió un magnífico 10.º puesto en la 2006/2007. Es durante el partido RCD Español-Racing perteneciente a la jornada 13 cuando el equipo toma buen rumbo, ganando a domicilio 0-4 y saliendo así de los puestos de descenso. El 27 de enero de 2010 el equipo cántabro logra por segunda vez en su historia pasar a las semifinales de la Copa del Rey. El 16 de mayo de 2010 el Racing consiguió la permanencia tras ganar al Sporting de Gijón 2-0 en el Sardinero.
La temporada 2010/11 empezó con incertidumbre entre los aficionados. Por una parte, llegó algún refuerzo con experiencia en competiciones europeas, como Markus Rosenberg o Alexandros Tziolis. Por otra, hubo refuerzos de jugadores desconocidos, como Kennedy Bakircioglu, además de gente con experiencia en primera, como Domingo Cisma o Francis Pérez. Tras unos meses de temporada bastante discretos, en enero llegó Ahsan Ali Syed, un empresario dispuesto a colocar al Racing entre los mejores de España, proporcionando una gran cantidad de dinero para fichajes, lo que despertó una ilusión sin precedentes en la afición. Además, aprovechó para destituir a Miguel Ángel Portugal debido a su mala función como entrenador y la falta de relación con la afición. Contrató en su lugar a Marcelino García Toral, el entrenador que realizó la mejor temporada de la historia del Racing y que le llevó por primera vez en su historia a la Copa de la UEFA. Llegó gracias a las promesas de un gran proyecto para la siguiente temporada. El Racing consiguió la salvación con un margen de jornadas, cerrándola contra el Atlético de Madrid. Durante esos meses, salieron a la luz un gran número de deudas que el club tenía con los jugadores. El nuevo propietario les prometía que en una determinada fecha cobrarían. En julio de 2011, tras las promesas incumplidas de Ahsan Ali Syed de hacer frente a las deudas, la entidad tuvo que acogerse a la Ley Concursal. El entrenador Marcelino García Toral se marchó al Sevilla FC. En su lugar llegó Héctor Cúper, que retornaba a la liga después de varios años. Cúper presentó su dimisión el 29 de noviembre de 2011.
Juanjo González fue nombrado nuevo entrenador e inicialmente remontó el vuelo, pero tras volver a una mala racha acabaría cesado y sustituido por Álvaro Cervera. Sin embargo, el Racing no reaccionó y en la jornada 36 descendió a Segunda diez años después.
Para la temporada 2012-13, el Racing afrontaba el reto de volver a la máxima categoría, y para ello confió en Juan Carlos Unzué. Sin embargo, el club rescindió su contrato con el técnico porque su situación económica no permitía pagar lo que pedía y en su lugar llegó Fabri González. Pero los resultados no acompañaron y se tomó la decisión de despedir al entrenador gallego tras 17 jornadas, ya que el equipo ocupaba puestos de descenso. Su vacante fue ocupada por José Aurelio Gay, cuya misión era asegurar la permanencia del equipo en Segunda División. El técnico madrileño también fue despedido tras 11 jornadas y reemplazado por Alejandro Menéndez, quien tampoco pudo enderezar el rumbo del equipo, que perdió la categoría en la última jornada.

## Centenario y paso por Segunda B
La temporada 2013-14 supuso la vuelta del equipo a la categoría de bronce del fútbol español. Para el intento de ascender se contrató al técnico asturiano Paco Fernández, procedente del Caudal Deportivo de Mieres, con el que consiguió jugar la promoción de ascenso la temporada anterior. El equipo consiguió clasificarse para los cuartos de final de la Copa del Rey tras eliminar al Sevilla FC y al UD Almería. En dicha eliminatoria se enfrentaron contra la Real Sociedad de Fútbol, perdiendo 3-1 en el partido de ida. En la vuelta, en El Sardinero, los jugadores decidieron no disputar el encuentro, tras llevar 6 meses sin cobrar, lo que hacía temer la desaparición del equipo por impago a los jugadores. El 31 de enero, se produjo un cambio en la directiva, siendo nombrado nuevo presidente el exjugador Tuto Sañudo. Formaban parte de su Junta el exportero Paco Liaño y el humorista Félix Álvarez, pero este último dimitió junto a otros cuatro consejeros por desavenencias con exjugadores. Jacobo Montalvo recuperó de nuevo la mayoría de las acciones de la entidad. El equipo quedó primero de grupo, pero la situación financiera es muy complicada ya que la Directiva ha reconocido que la deuda total de más de veinticinco millones de euros.
En la promoción de ascenso se enfrentó contra el UE Llagostera , contra el que consigue el ascenso a Segunda División Española con un gol en propia puerta del Llagostera en el minuto 88 en Santander, y que enloqueció a los más de veintiún mil espectadores racinguistas. Esta gran victoria puso punto final a la más convulsa temporada de su historia, y permitió que el equipo retornara a Segunda División un año después.

## De nuevo a Segunda
Una vez confirmado el ascenso deportivamente hablando que no económicamente, Jacobo de Montalvo vende por 1 euro las acciones al consejo de administración tratando de esta manera posibilitar que el equipo pueda jugar en Segunda. El día 7 de agosto de 2014 se la LFP confirmó mediante un comunicado que el Racing cumplía los requisitos para jugar en la Liga Adelante. El 19 de marzo de 2015, el entrenador racinguista Paco Fernández rescinde su contrato con la entidad verdiblanca y Pedro Munitis sería el nuevo entrenador racinguista pese a que Javi Pinillos sería el designado como entrenador ya que Pedro Munitis no poseía el permiso de entrenador.
El Consejo de Administración convocó una ampliación de capital, que fue cubierta por un grupo de exjugadores y por los pequeños accionistas, devolviendo así el club a los aficionados.

## Nueva travesía en Segunda B
Pese a los intentos de la plantilla durante la temporada 2014/15 por permanecer en Segunda, con su victoria frente al Albacete Balompié en la última jornada, el equipo descendió de nuevo a Segunda B por un punto.
Con un desastroso comienzo de campaña el equipo terminó líder del Grupo I de Segunda B tras imponerse 1-0 al Coruxo y el Racing de Ferrol (líder hasta ese momento) perder 2-1 ante el Atlético Astorga en la última jornada.
Jugó el play off para intentar ascender a Segunda División pero cayó eliminado en la segunda ronda frente al Cádiz CF tras perder anteriormente con el Reus Deportiu, por lo que en la temporada 2016/17 el equipo jugó de nuevo en Segunda División B.
Los números del club de la temporada 2016/17 fueron muy buenos, terminando en segunda posición empatado a puntos con el primer clasificado: la Cultural Leonesa. Participó de nuevo en los play-off jugándose el ascenso en tres eliminatorias. Superó las dos primeras, contra el Rayo Majadahonda y el Villanovense respectivamente, pero cayó eliminado en la última tras perder contra el Barcelona B por 1-4 en El Sardinero y empatar a cero en el Miniestadi. El Racing cumple la tercera eliminatoria consecutiva en la categoría de bronce del fútbol español.